# Deutsche Waffen und Munitionsfabriken
A Deutsche Waffen und Munitionsfabriken, conhecida como DWM, foi uma indústria bélica do Império Alemão responsável pela fabricação de várias armas, inclusive a Parabellumpistole (Luger P08) e as munições 9 mm Parabellum e 7,65 mm Parabellum.

## Histórico
A DWM tinha seu próprio sistema de códigos de cartucho, e o código da DWM de três dígitos, ainda é importante na diferenciação de munições antigas. Além disso, os estojos DWM não tinham nomes de calibre, portanto, não se obtinham designações de calibre enganosas em cartuchos reformados.
De 1940 a 1945, as fábricas da família Quandt - AFA e a Deutsche Waffen und Munitionsfabriken - contavam com mais de 50.000 trabalhadores civis forçados, prisioneiros de guerra e trabalhadores de campos de concentração, de acordo com o estudo de 1.183 páginas de Scholtyseck. Um filme recente, "O Silêncio dos Quandts", fez uma análise crítica de suas atividades durante a guerra. Após as audiências de desnazificação em 1948, não houve repercussões.